# 芝特拉·费布里安蒂

芝特拉·费布里安蒂（1988年2月22日—）是一名印度尼西亚举重运动员，身高1.50米。2010年，在广州亚运会53公斤级举重比赛中以202千克的成绩获得第四名。國際奧會重啟2008年北京奧運、2012年倫敦奧運藥檢，國際舉重總會2016年6月宣布，倫敦奧運女子舉重53公斤級金牌、哈薩克選手趙常玲因藥檢未過，獎牌由原2-4名選手依序遞補，2016年11月19日正式公告後，芝特拉·费布里安蒂成為2012年倫敦奧運女子舉重53公斤級銅牌得主。